# Hawker Siddeley HS 748

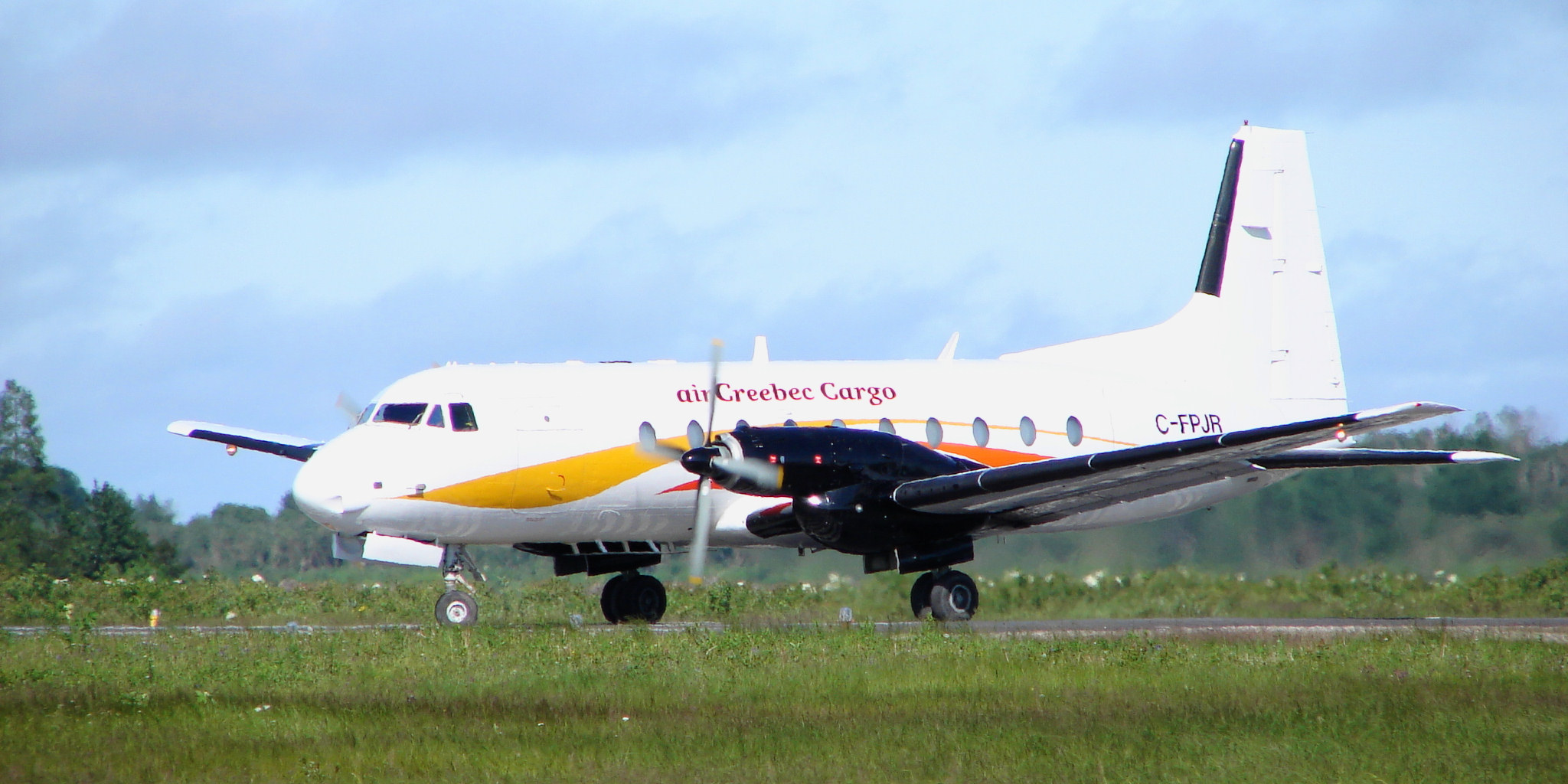
Hawker Siddeley HS 748 w wersji cargo

Hawker Siddeley HS 748 (Avro 748, British Aerospace 748) – brytyjski, pasażerski samolot turbośmigłowy, zaprojektowany w wytwórni Avro a wyprodukowany przez firmę Hawker Siddeley na początku lat 50. XX wieku. Wyprodukowano 380 egzemplarzy samolotu.

## Historia
Po II wojnie światowej rynek średnich samolotów komunikacyjnych zdominowany był przez amerykańskie maszyny Douglas DC-3. Ich wyeksploatowanie wraz ze zużyciem oraz ogromny sukces rynkowy holenderskiego Fokker F27 zachęcił producentów lotniczych do podjęcia prac nad maszynami mogącymi zastąpić DC-3 i konkurować z Fokkerem. Tą drogą poszła brytyjska wytwórnia Avro, jeszcze bardziej zdopingowana do wejścia na rynek cywilnych samolotów pasażerskich decyzją Duncana Sandysa, ministra obrony w rządzie Harolda Macmillana. W 1957 roku Sandys opublikował białą księge (1957 White Paper on Defence), w której postulował radykalne ograniczenie prac nad nowymi samolotami na korzyść pocisków odrzutowych i rakietowych, które w potencjalnym przyszłym konflikcie miały zdominować pole walki. Efektem takiej polityki była fala bankructw i fuzji jakie ogarnęła brytyjski przemysł lotniczy. Czarne chmury nad produkcją wojskową skłoniły firmę Avro do podjęcia w 1958 roku prac nad nowym cywilnym samolotem pasażerskim oznaczonym jako Avro 748. Na początku 1959 roku gotowy był projekt metalowego dolnopłata z ciśnieniową kabiną przeznaczonego do przewozu 40 - 48 pasażerów, napędzanego dwoma silnikami turbosmigłowymi Rolls-Royce Dart 514 o mocy 1280 kW każdy. Wybudowano dwa prototypy, z których pierwszy (G-APZV) wzbił się do swojego dziewiczego lotu 24 czerwca 1961 roku a drugi 10 kwietnia 1961 roku. W 1963 roku firma Avro weszła w skład koncernu Hawker Siddeley co pociągnęło za sobą zmianę nazwy na Hawker Siddeley HS 748. Samolot osiągnął duży sukces rynkowy. Maszyny były również produkowane na licencji w Indiach w zakładach Hindustan Aeronautics Limited pod nazwą HAL-748.

## Wersje
- HS 748 Series 1 - 18 egzemplarzy pierwszej wersji seryjnej zbudowanej na zamówienie Skyways of London i Aerolíneas Argentinas. Pierwszy samolot tej wersji w swój dziewiczy lot wzbił się 30 sierpnia 1961 roku.
- HS 748 Series 2 - druga wersja seryjna, na której zamontowano silniki Rolls-Royce Dart 531 (o mocy 1547 kW każdy).
- HS 748 Series 2A - wersja na której zamontowano silniki Rolls-Royce Dart 532-2L (o mocy 1676 kW każdy). Samolotów wersji Series 2 i 2A w sumie wyprodukowano 110 egzemplarzy.
- HS 748 Series 2B - wersja z silnikami Rolls-Royce Dart 536-2 (o mocy 1700 kW każdy). Przystosowana do operowania z wysoko położonych lotnisk oraz w gorącym klimacie. Powiększono o 1,22 m rozpiętość skrzydeł. Pierwszy lot samolotu tej wersji miał miejsce 22 czerwca 1979 roku.
- HS 748 Civil Transport - odmiana towarowa z dużymi drzwiami ładunkowymi o wymiarach 2,67 x 1,72 m zamontowanymi z lewej strony kadłuba. Wzmocniono również podłogę.
- HS 748 Military Transport - cywilna wersja towarowa przeznaczona dla sił powietrznych.
- HS 748 Coastguarder - wojskowa wersja samolotu przeznaczonego do prowadzenia działań poszukiwawczo ratowniczych i patrolowych.
- HS Super 748 - ostatnia wersja seryjna produkowana w latach 1984 - 1987, zastąpiona przez samolot British Aerospace ATP.

## Użytkownicy
W 2010 roku jeszcze 44 samoloty były w użyciu na całym świecie.
- Bismillah Airlines
- Zoom Airways
- Varig
- Air Creebec
- Air Inuit
- Air North
- Calm Air
- First Air
- Wasaya Airways
- International Trans Air Business
- Guinee Air Cargo
- Aerocaribe
- Bali Air
- 748 Air Services
- African Commuter Services
- Fred. Olsens Flyselskap
- Executive Aerospace
- Stars Away Aviation
- Aero Lanka
- Janes Aviation